# 21660 Velenia
21660 Velenia este un asteroid din centura principală de asteroizi.

## Descriere
21660 Velenia este un asteroid din centura principală de asteroizi. A fost descoperit pe 20 august 1999 la Observatorul din Ondřejov de Petr Pravec. Asteroidul prezintă o orbită caracterizată de o semiaxă mare de 2,73 ua, o excentricitate de 0,04 și o înclinație de 4,8° în raport cu ecliptica.